# Bolnisi
Bolnisi (in georgiano ბოლნისი?; in russo Болниси?; in tedesco Katharinenfeld fino al 1944) è una città della Georgia nell regione di Kvemo Kartli. Dopo la caduta dell'Unione Sovietica perse un numero elevato di abitanti non georgiani.

## Storia
Fondata nel 1818 da 95 colonizzatori tedeschi della Svevia, fu chiamata Katharinenfeld. Dopo l'occupazione da parte dell'Armata Rossa nel 1921, cambiò nome in Luxemburg in onore della comunista tedesca Rosa Luxemburg. Nel 1941, tutti i discendenti dei tedeschi che non erano sposati con georgiani furono deportati in Siberia e in Kazakistan. Nel 1944, la città assunse l'attuale nome di Bolnisi.

## Architettura
Bolnisi è sede di una delle chiese più antiche della Georgia: essa è comunemente chiamata Bolnisi Sioni (Sioni è un termine georgiano utilizzato per nominare moltissiche chiese). Questa chiesa, risalente al IV secolo, mostra alcuni elementi riconducibili ancora al paganesimo. Il tetto originale è andato perduto ed è stato sostituito da uno moderno.

## Economia
L'economia della città è basata sull'agricoltura e la connessa industria vinicola. Esula dal contesto contadino, l'industria mineraria connessa alla miniera di oro nel vicino villaggio di Ratevani.

## Sport
È sede del FC Sioni Bolnisi, una delle più importanti società di calcio della Georgia.